# کارآموز (برنامه تلویزیونی)
کارآموز (به انگلیسی: The Apprentice) نام برنامه تلویزیونی واقعی آمریکایی است، که توسط مارک برنت ساخته، و به میزبانی املاک و مستغلات دونالد ترامپ ایجاد شده‌است. دونالد ترامپ که اصل ثروتش را از خرید و فروش املاک به‌دست آورده، و در زمینه تجارت یک فرد ایدئال محسوب می‌شود، تصمیم گرفت، به پیشنهاد مارک برنت این برنامه را ایجاد کند. در هر قسمت از این برنامه، هر هفته برای بدست آوردن جایزه ۲۵۰٫۰۰۰ دلاری و شغل مدیریتی سطح بالا با نام «مصاحبه شغلی نهایی» توسط تاجران و بازرگانان مسابقه برگزار می‌شود. حق پخش این برنامه توسط شبکه ان‌بی‌سی خریداری شده‌است. این برنامه برای اولین بار در ژانویه ۲۰۰۴ تا الان در قالب یازده فصل پخش شده‌است.